# NGC 7668
NGC 7668 est une entrée du New General Catalogue qui concerne un corps céleste perdu ou inexistant dans la constellation des Poissons. Cet objet a été enregistré par l'astronome italien Gaspare Stanislao Ferrari (it) en 1865.
Selon John Dreyer, il y a trois nébuleuses très pâles à la position rapportée par Ferrari, NGC 7669 et NGC 7670 étant les deux autres. Cependant, il n'y a rien à cet endroit.